# Bois-Sainte-Marie
Bois-Sainte-Marie ist eine französische Gemeinde mit 185 Einwohnern (Stand 1. Januar 2022) im Département Saône-et-Loire in der Region Bourgogne-Franche-Comté. Sie gehört zum Arrondissement Charolles und zum Gemeindeverband Communauté de communes Brionnais Sud Bourgogne. Die Bewohner werden Boscomariens und Boscomariennes genannt.

## Geografie
Bois-Sainte-Marie liegt im Brionnais, 37 Kilometer nordwestlich von Mâcon, umgeben von den Gemeinden Ozolles, Gibles und Colombier-en-Brionnais.

## Geschichte
Der alte Name von Bois-Sainte-Marie, Sancta Maria de Bosco, erinnert daran, dass der Ortskern früher in einem Wald lag. Der Ortsname wurde 998 erstmals in einer Sammlung von Urkunden aus Cluny erwähnt. Es gab ursprüngliche eine Priorei im Ort, die im 16. Jahrhundert während der Hugenottenkriege (1562–1598) zerstört wurde.
Im Mittelalter war Bois-Sainte-Marie von einer Stadtmauer mit drei Stadttoren umgeben. Nach der Zerstörung der Zitadelle auf dem Berg Dun (Saint-Racho) im Jahre 1181 wuchs die Bevölkerung von Bois-Sainte-Marie. Die Ortschaft wurde Sitz einer königlichen Kastellanei und Sitz eines Erzpriesters, der 32 Pfarreien verwaltete. In Bois-Sainte-Marie gab es eine Münzprägeanstalt (Hôtel des Monnaies), eine Salzkammer für die Gabelle („Salzsteuer“) und eine königliche Prévôté. Im frühen 15. Jahrhundert litt die Ortschaft unter Angriffen durch marodierende Armagnacs. Und im weiteren Verlauf des 15. Jahrhunderts verlor Bois-Sainte-Marie an Bedeutung, während La Clayette an Bedeutung gewann.
Während der Französischen Revolution (1789–1799) war Bois-Sainte-Marie zu Bois Marie umbenannt worden. 1793 erhielt Bois Marie den Status einer Gemeinde und war Kantonshauptort. 1801 erhielt es unter dem heutigen Namen das Recht auf kommunale Selbstverwaltung.

## Sehenswürdigkeiten
Die romanische Pfarrkirche aus dem 12. Jahrhundert wurde 1862 als Monument historique klassifiziert.

## Wirtschaft und Verkehr
In Bois-Sainte-Marie gibt es zwei landwirtschaftliche Betriebe, die sich auf Rinderzucht spezialisiert haben. Das Altenheim EHPAD De Rambuteau beschäftigt 90 Mitarbeiter.
Der nächste Bahnhof, der Gare de La Clayette - Baudemont, befindet sich etwa 6,4 Kilometer entfernt in La Clayette. Der nächste Flughafen ist der Aéroport de Saint-Yan, er liegt 28 Kilometer entfernt im Süden der Gemeinde Saint-Yan.